# نخالية حزازانية مزمنة
النخالية الحزازانية المزمنة (المعروفة أيضًا باسم «نظيرة الصدفية النقطية المزمنة» و«الصدفية الحزازانية المزمنة» و«العقيدي الصدفي الشكل لالتهابات الجلد» و«الصدفية المزمنة» (PLC)) هي مرض جلدي مكتسب غير شائع مجهول السبب يتميز بظهور مجموعات التهاب الجلد الحمامي والحطاطة الحرشفية التي قد تستمر لعدة شهور.:456:737

## الأسباب
ربما تحدث النخالية الحزازانية المزمنة (PLC) نتيجة رد فعل الحساسية المفرطة للعدوى مثل فيروس إيبشتاين - بار. وتشتمل العدوى الأخرى على فيروس الغدانية والفيروس الصغيرة بي 19.

## الأعراض
على الرغم من أن الأشكال الأخرى للمرض تحدث في سن صغيرة، إلا أن بعض الأفراد تبدأ تظهر عليهم أعراض المرض على المدى الطويل في عمر الثلاثين. ويؤثر هذا المرض أيضًا على المراهقين وصغار البالغين. وقد يؤثر أيضًا على جهاز المناعة مما يؤدي إلى الطفح الجلدي. ونادرًا ما تؤثر هذه الأعراض على الوجه أو فروة الرأس، ولكن تحدث في أماكن أخرى من الجسم. وربما تدوم لعدة شهور أو حتى عدة سنوات. على سبيل المثال، تظهر أنواع جديدة من الآفات كل بضعة أسابيع.

## العلاج
لا يوجد علاج محدد للنُّخالية الحزازانية المزمنة. وربما تشتمل العلاجات على العلاج الضوئي فوق البنفسجي والإستيرويدات الموضوعية والتعرض لأشعة الشمس والمضادات الحيوية عثقيافا
ن طريق الفم وكريمات الكورتيكوستيرويد ومراهم علاج الطفح الجلدي والحكة.